# 小行星23192
小行星23192（23192 Caysvesterby）是一颗绕太阳运转的小行星，为主小行星带小行星。该小行星于2000年8月20日发现。

## 轨道参数
小行星23192的轨道半长轴为447 417 531 km，2.9907589 UA，离心率为0.025。